# Thelyphassa apicata
Thelyphassa apicata är en skalbaggsart som först beskrevs av Leon Fairmaire 1881.  Thelyphassa apicata ingår i släktet Thelyphassa och familjen blombaggar. Inga underarter finns listade i Catalogue of Life.